# LibreSource
 (août 2015).
Si vous disposez d'ouvrages ou d'articles de référence ou si vous connaissez des sites web de qualité traitant du thème abordé ici, merci de compléter l'article en donnant les références utiles à sa vérifiabilité et en les liant à la section « Notes et références ».
LibreSource est une suite logicielle pouvant servir de système de gestion de développement collaboratif pour logiciels libres, groupware, à la gestion de communautés, la gestion électronique des données ainsi que la publication sur Internet.

## Historique
LibreSource Enterprise est la version professionnelle de LibreSource Community. C'est une plate-forme de travail collaboratif développée par le LORIA-INRIA Lorraine, l'Université Paris 7 et Artenum dans le cadre du RNTL (Réseau National des Technologies Logicielles). LibreSource est un logiciel libre distribué selon les termes de la licence GPL/QPL depuis mai 2008 (auparavant uniquement sous licence QPL). La version Enterprise a été développée et lancée par Artenum.
LibreSource Express est une offre d'hébergement de projet de développement logiciel collaboratif sur des serveurs LibreSource Enterprise. LibreSource Express est un service professionnel qu'Artenum offre depuis août 2006.
Le projet n'a plus l'air actif depuis sa dernière version en mai 2008.

## Capacités
Sur un seul serveur, LibreSource peut accueillir plusieurs projets, plusieurs groupes d'utilisateurs, et accorde un accès fin aux ressources. 

## Fonctionnement
Basé sur la technologie de Java/J2EE, LibreSource est un serveur web modulaire que les utilisateurs peuvent adapter en ligne en combinant des ressources et des droits : pages wiki, forums, traqueurs, SCMs (pour Software Configuration Management, i.e. Gestion de configuration logicielle), dossiers, zones de téléchargement, boites aux lettres, formulaires, etc.